# Municipalité régionale de Northern Rockies
La municipalité régionale de Northern Rockies (en anglais : Northern Rockies Regional Municipality ; NRRM) est une municipalité de district de la Colombie-Britannique située à l'extrême nord-est de la province. Entité sui generis à palier unique, elle a la particularité de ne faire partie d'aucun district régional et de constituer à l'instar de ceux-ci une subdivision territoriale de la province de premier niveau. 
Située sur le flanc est des montagnes Rocheuses et d'une superficie de plus de 85 000 kilomètres carrés, la municipalité comprend plus de 10 % du territoire britanno-colombien. Elle est entourée de la région Stikine à l'ouest, du district régional de Peace River au sud, de l'Alberta à l'est et des Territoires du Nord-Ouest et du Territoire du Yukon au nord. Le territoire est traversé du sud-est au nord-ouest par la route de l'Alaska.
Le siège de la municipalité régionale se situe à Fort Nelson, une localité qui avait avant 2009 le statut de municipalité jusqu'au moment où elle fusionne avec le district régional de Northern Rockies pour former la NRRM. Le conseil municipal de la municipalité régionale est formé d'un maire et de six conseillers élus pour une durée de quatre ans. Le maire pour la période 2022-2026 est Rob Fraser.

## Démographie
Les données suivantes sont celles de la municipalité régionale de Northern Rockies, une subdivision de recensement selon Statistique Canada, et ne comprennent pas notamment la population de la réserve indienne de Fort Nelson 2. 
- 3 947 (recensement de 2021)[3]
- 4 831 (recensement de 2016)[4]
- 5 290 (recensement de 2011)

## Localités
- Fort Nelson, centre administratif et de population de la NRRM
- Fort Nelson 2 (réserve indienne juridiquement exclue du territoire de la NRRM)
- Prophet River 4 (réserve indienne juridiquement exclue du territoire de la NRRM)
- Tetsa River, communauté de services routiers
- Toad River, communauté de services routiers

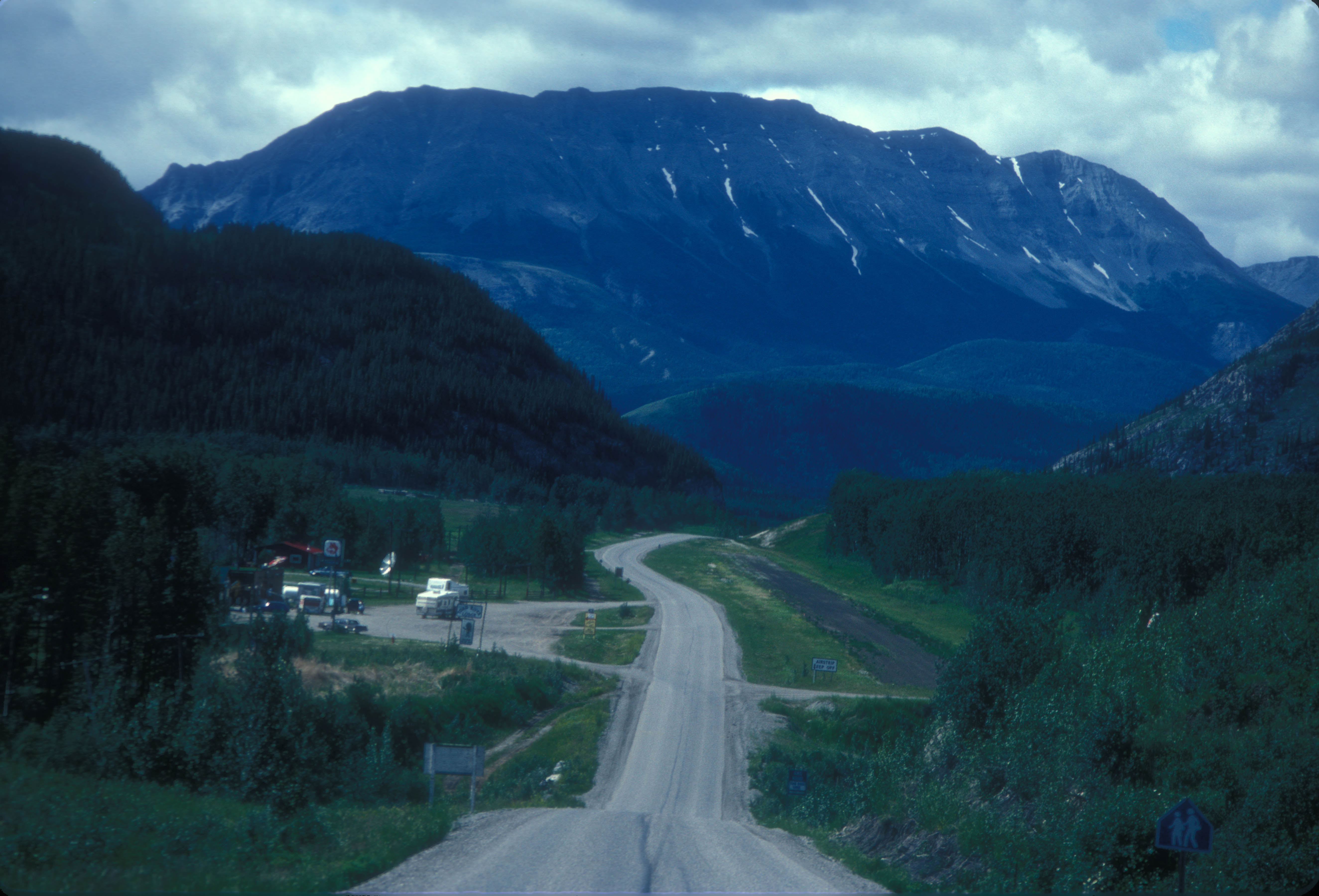
Localité de Toad River, sur la route 97.

- Localité de Toad River, sur la route 97.Muncho Lake, communauté de services routiers

## Routes principales
La route de l'Alaska (route 97) traverse le territoire dans une orientation sud-est–nord-ouest. 